# Palazzo Emanuele Filiberto Di Negro
Il palazzo Emanuele Filiberto Di Negro è un edificio storico italiano, sito in via al Ponte Reale 2 e affacciato su piazza Caricamento, nel centro storico di Genova. È uno dei Palazzi dei Rolli designati, al tempo della Repubblica di Genova, a ospitare gli ospiti di alto rango per conto del governo, durante le visite di stato.
L'edificio è fra i 42 palazzi dei rolli selezionati e dichiarati Patrimonio dell'umanità dall'UNESCO il 13 luglio 2006.

## Storia e descrizione
Costruito nel XVII secolo per Emanuele Filiberto Di Negro con la demolizione delle case medievali dei "De Nigro", che qui possiedono una torre, il palazzo compare per la prima volta nei rolli del 1614 a nome di Pietro Maria Gentile.
Un altro Pietro Gentile, dopo duecento anni, diviene proprietario del palazzo che, più volte citato nelle guide per la preziosa quadreria con dipinti di Guido Reni, Tiziano Vecellio e Peter Paul Rubens, viene definito da Ratti "di mole ed altezza non ordinaria, e di strututra assai nobile tanto nelle esteriori facciate, quanto nel suo interno".
Le facciate, riccamente decorate con stucchi, si ammirano agevolmente, caso raro a Genova, da ampie prospettive, alla grandiosità esterna rispondono atrio e ninfeo del cortile loggiato e scalone a stucchi.
Nell'ottocento, la realizzazione della "carrettiera Carlo Alberto di Savoia" (oggi via Antonio Gramsci) che altrove ha rimosso le casupole addossate alla Ripa, ha lasciato intatto il prospetto del palazzo, divenuto ormai Hotel Feder, scelto dallo storico tedesco Theodor Mommsen e dallo scrittore statunitense Herman Melville nei loro soggiorni in città.
Restaurato nel secondo novecento, è destinato ad appartamenti e, in parte, a sede di attività commerciali.

## Galleria d'immagini

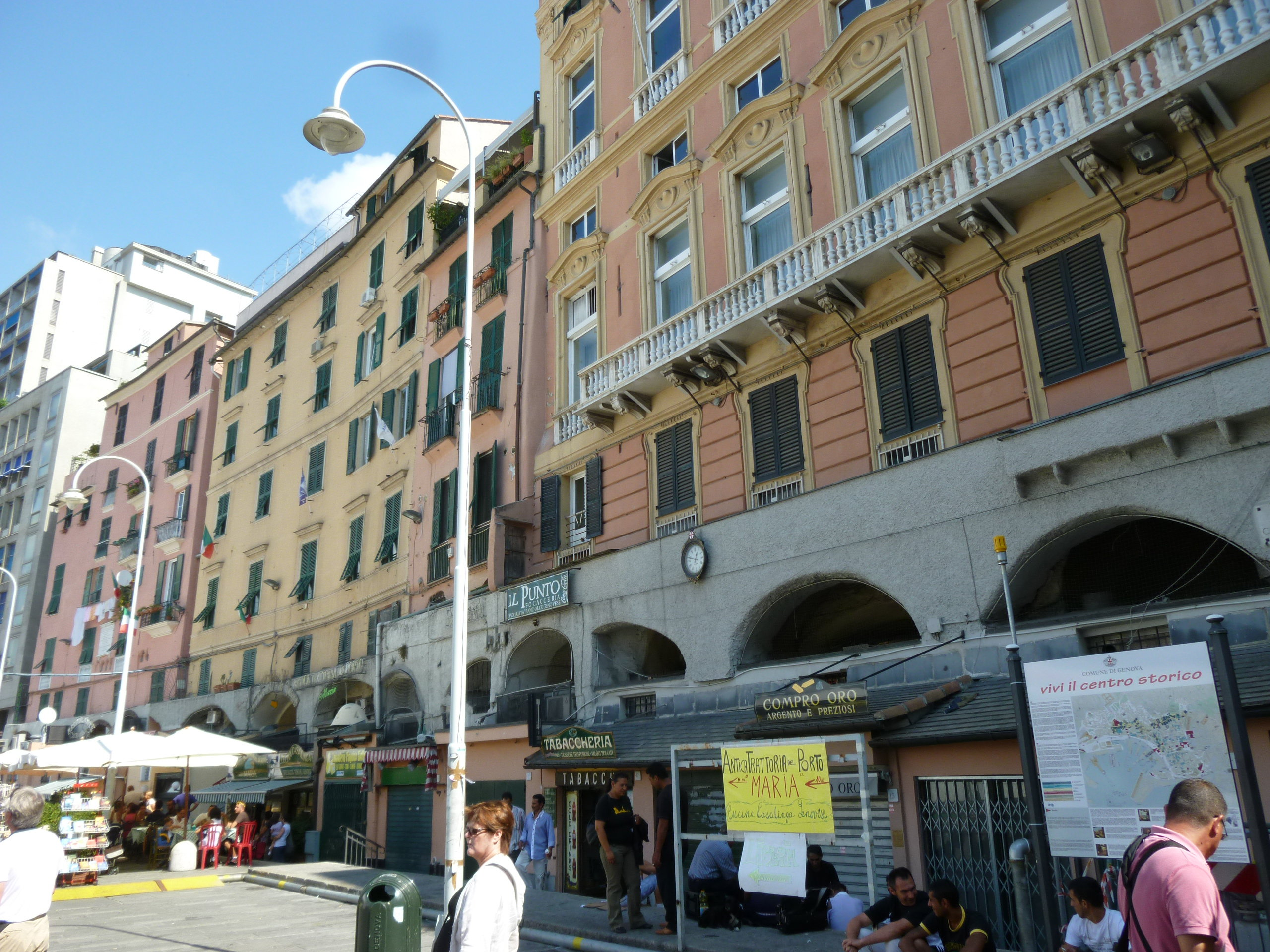
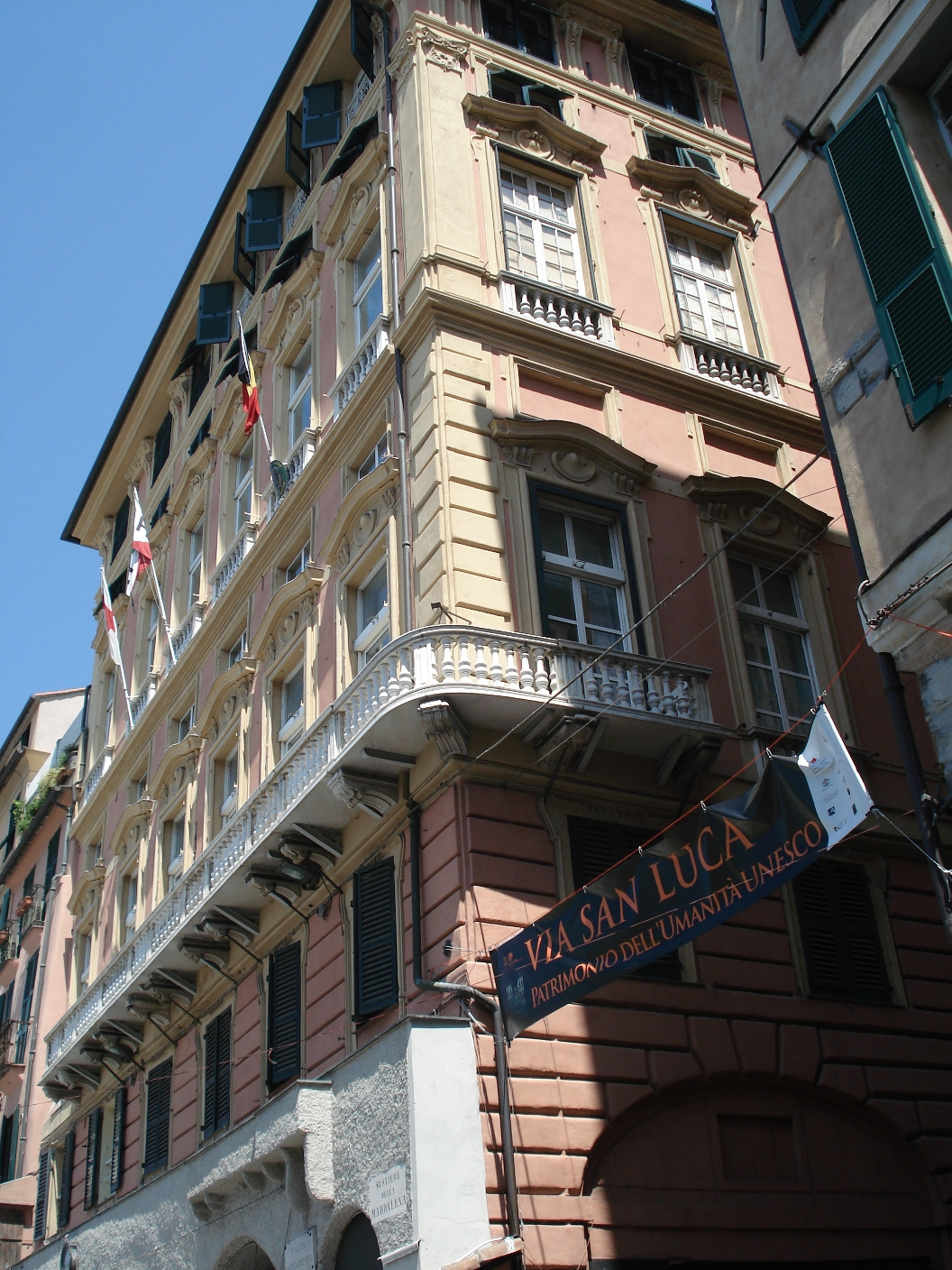
Palazzo Emenuale Filiberto di Negro
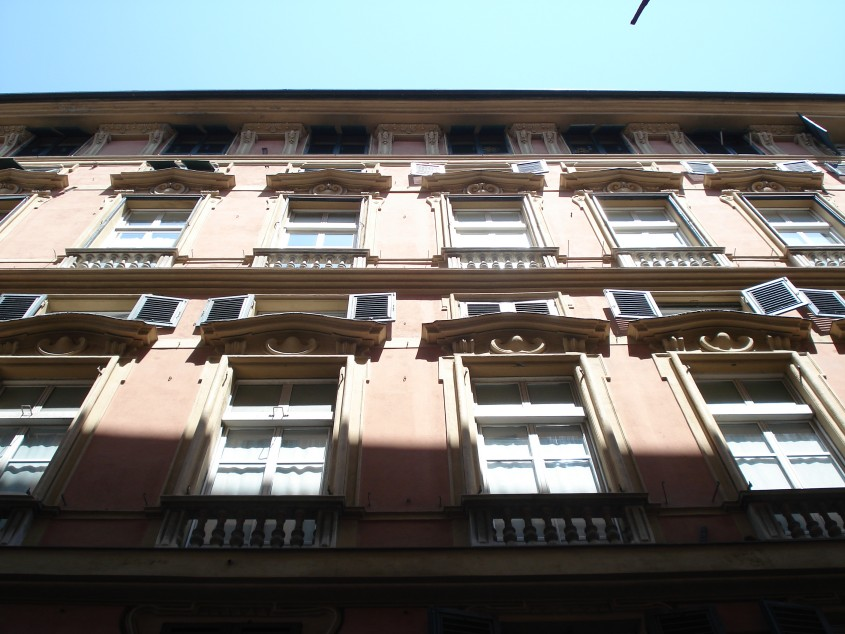
La facciata del palazzo su via al Ponte Reale
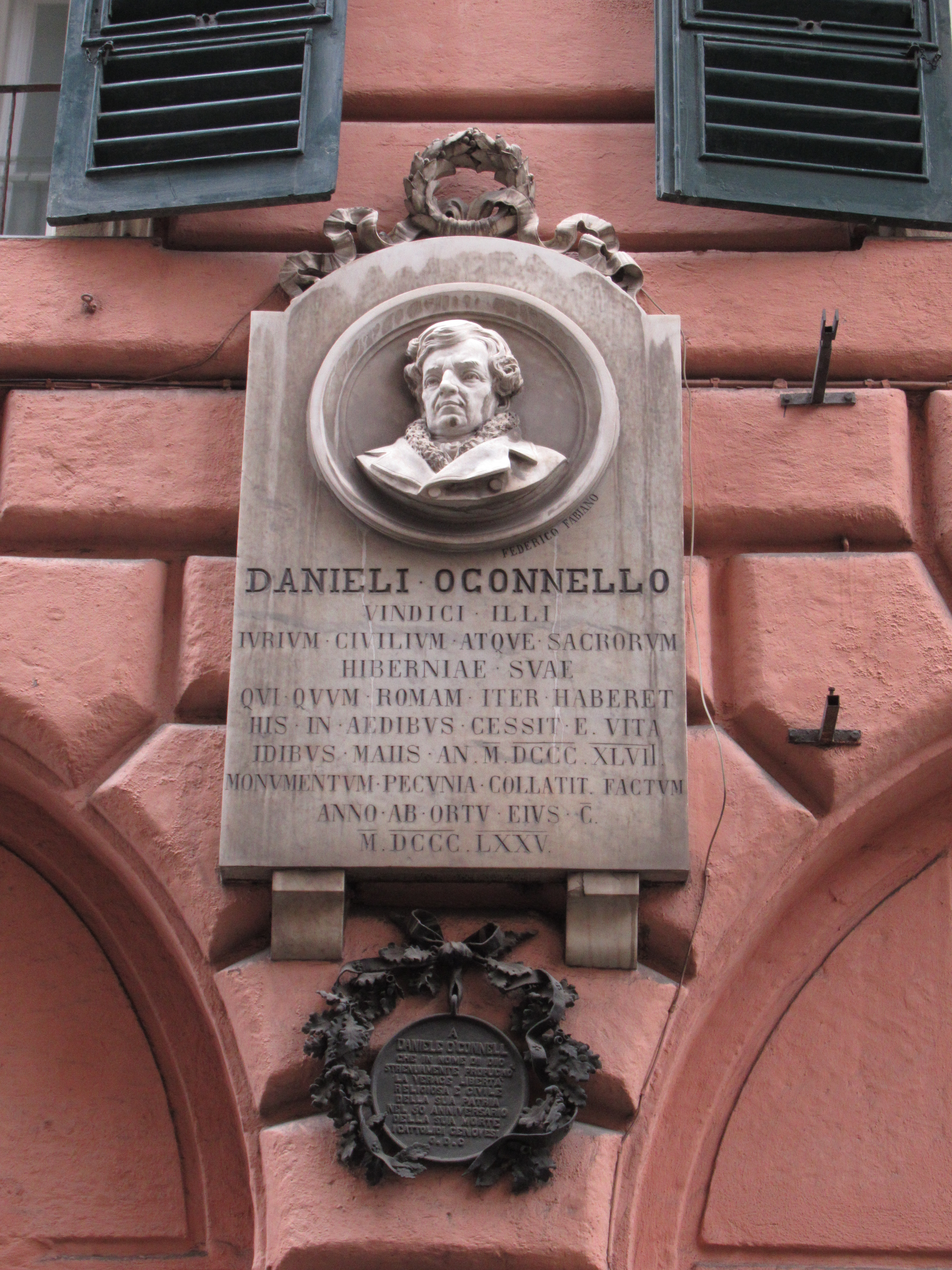
Targa marmorea a Daniel O'Connell
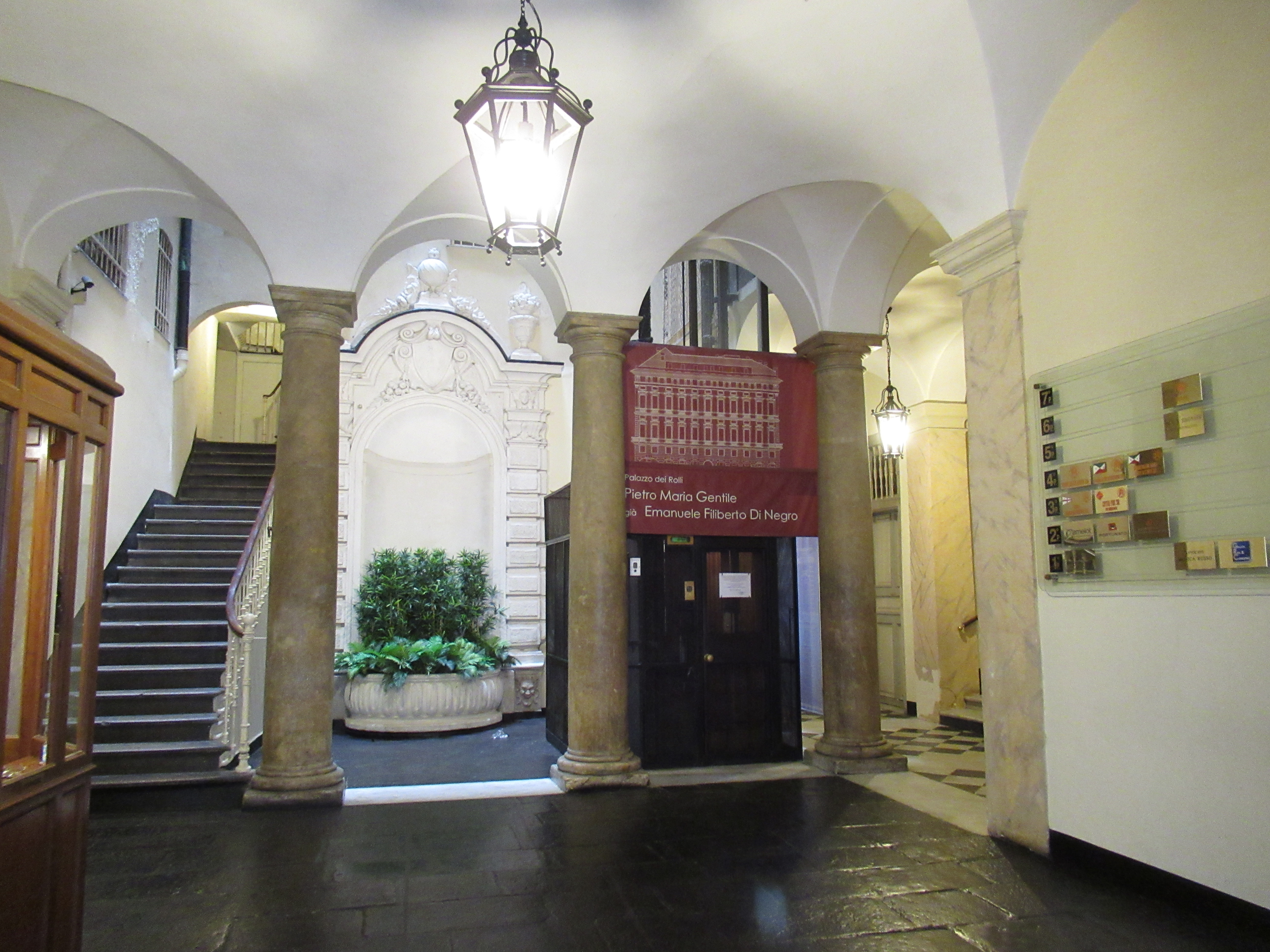
L'atrio
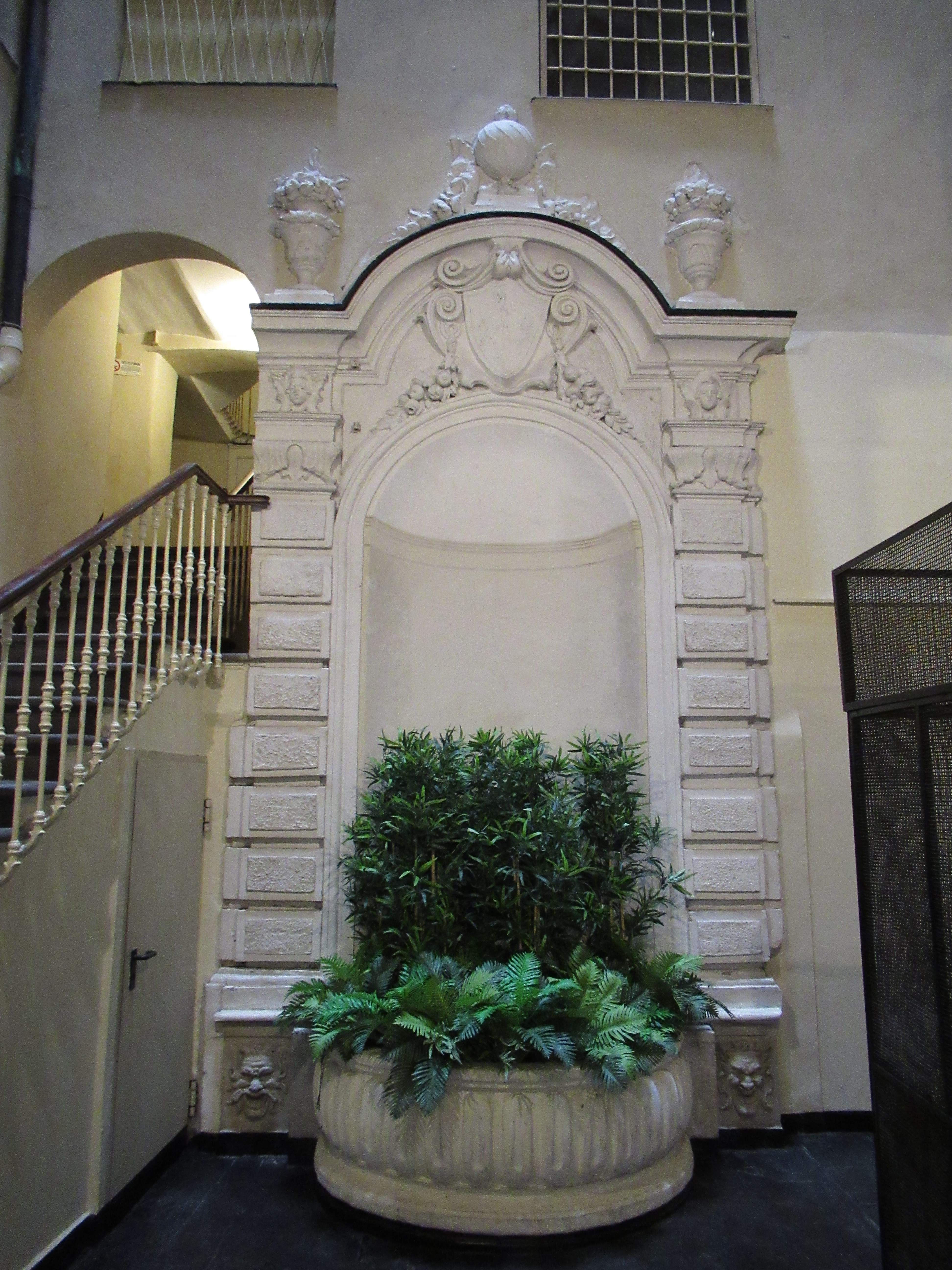
La nicchia posta nell'atrio
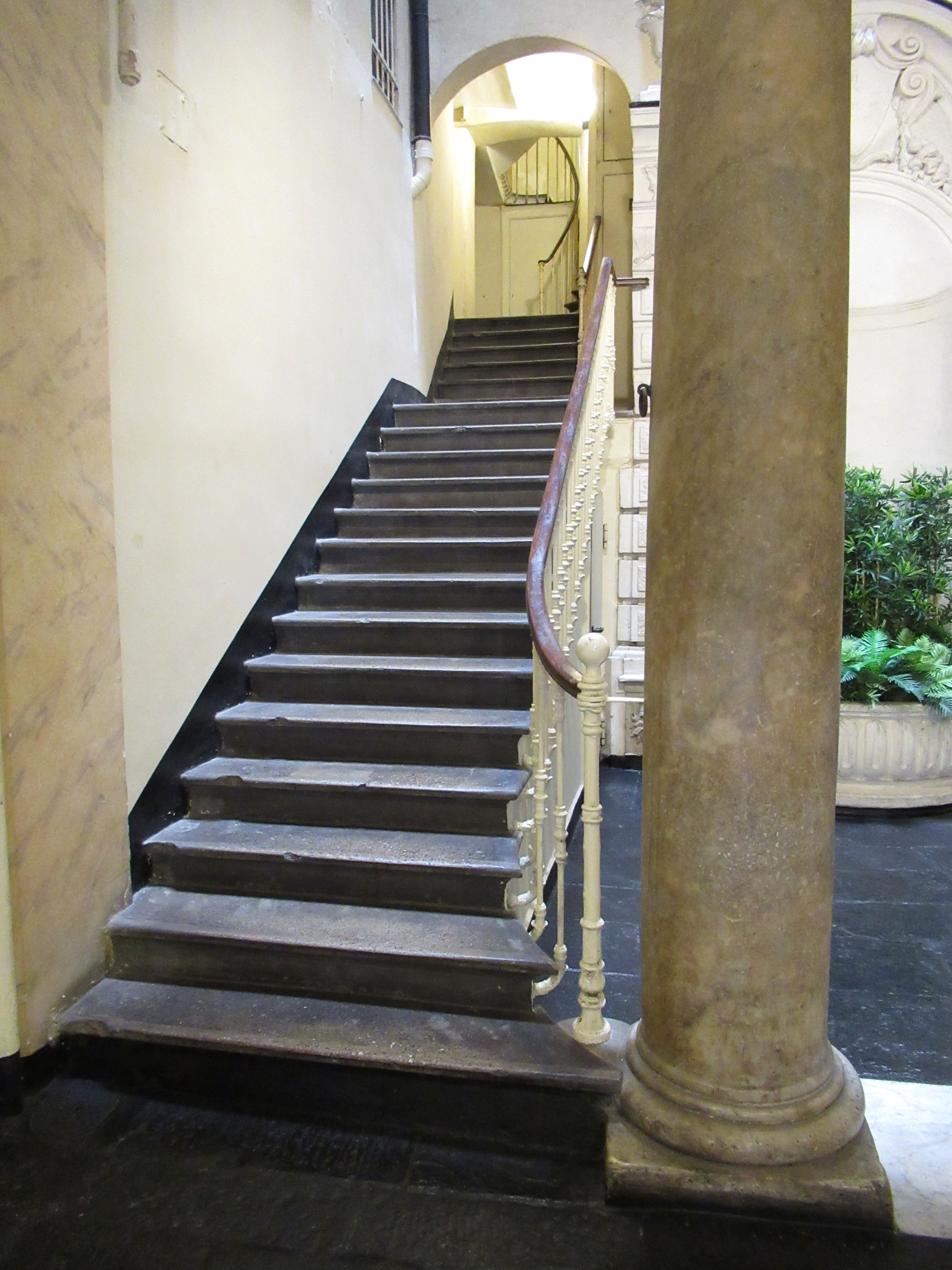
Lo scalone principale
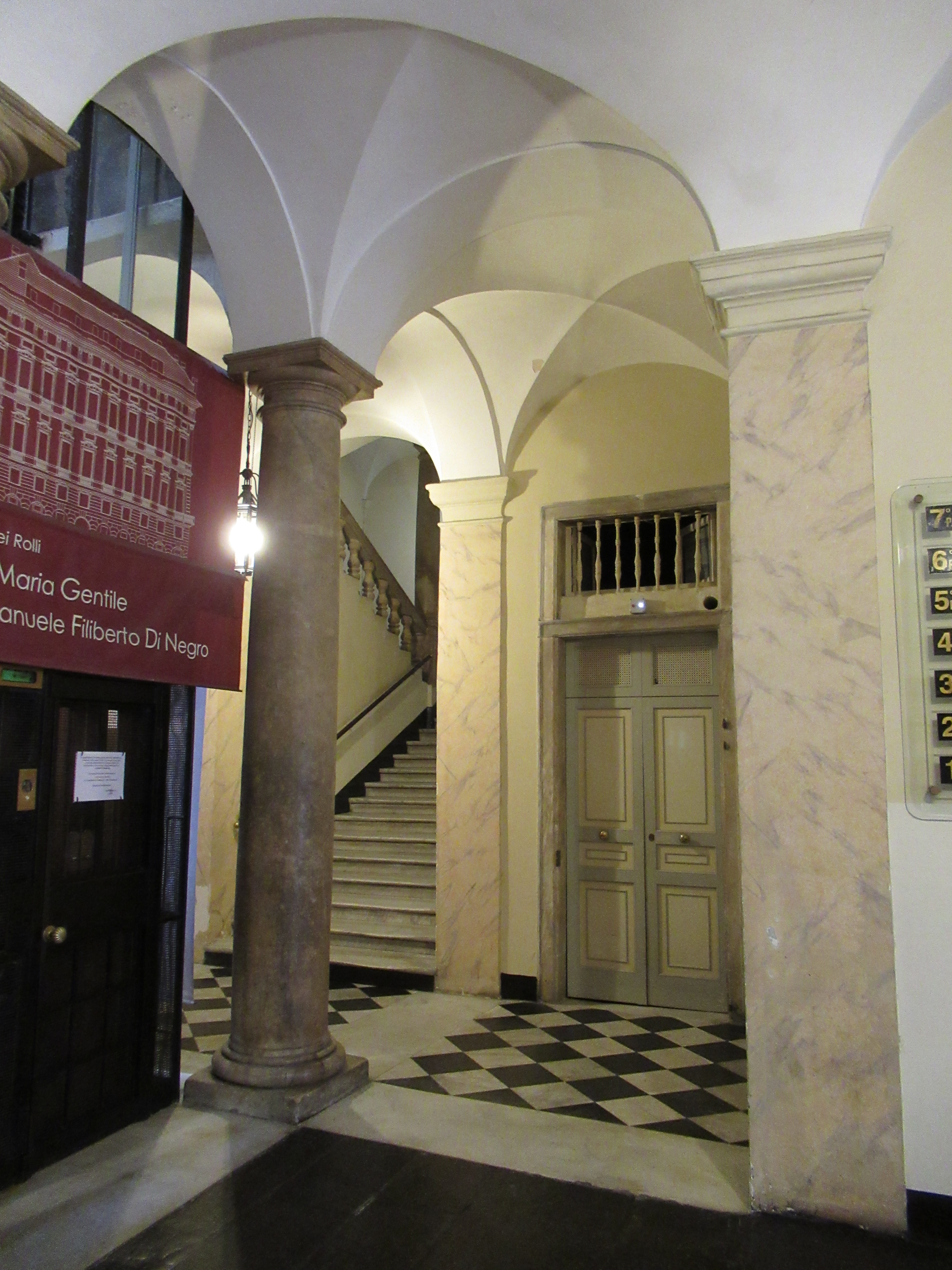
Lo scalone laterale